# Hartmut Lang
Hartmut Lang (* 11. Oktober 1943) ist ein deutscher Ethnologe.

## Leben
Nach der Promotion 1974 an der Universität Hamburg in den Fächern Ethnologie (Hauptfach), Geschichte und Linguistik führte er von 1980 bis 1981 Feldforschung bei den Mahria (arabisch sprechende Kamelnomaden) in Nord-Dafur (Sudan) durch. Von 1986 bis 1993 leitete er das Projekt „Ursachen gewaltsamer Konflikte auf der Mikroebene in Ländern der Dritten Welt“ im Schwerpunktprogramm der Deutschen Forschungsgemeinschaft „Entstehung von militanten Konflikten in der Dritten Welt“ zusammen mit Thomas Schweizer. Nach der Habilitation 1987 an der Universität Köln lehrte er von 1987 bis 2000 als Privatdozent in Köln; Lehrstuhlvertretungen an den Universitäten Bonn, Tübingen, Hamburg und Bielefeld. Von 1995 bis 2000 führte er ein Forschungsprojekt über Demographie arider Gebiete und Ethnographie kommerzieller Viehfarmen innerhalb des SFB 389 durch. Von 2000 bis 2008 lehrte er als Professor (C4) für Ethnologie an der Universität Hamburg.
Seine Forschungsschwerpunkte sind Sozialethnologie, Wirtschaftsethnologie, Methoden der Ethnographie, Computeranwendungen und Namibia.

## Schriften (Auswahl)
- Exogamie und interner Krieg in Gesellschaften ohne Zentralgewalt. Hohenschäftlarn 1977, ISBN 3-87673-054-6.
- Wissenschaftstheorie für die ethnologische Praxis. Berlin 1981, ISBN 3-496-00196-8.
- Kurze Geschichte der Rehobother Baster bis 1990. Windhoek 1999, ISBN 3-9804518-5-2.
- Systeme der Wirtschaftsethnologie. Eine Einführung. Berlin 2010, ISBN 978-3-496-02836-9.